# Pseudione fibriata
Pseudione fibriata là một loài chân đều trong họ Bopyridae. Loài này được Richardson miêu tả khoa học năm 1910.